# 刘志新
刘志新（1959年—），河北沧县人，满族，中华人民共和国政治人物、第十一届全国人民代表大会河北地区代表。
毕业于省委党校在职研究生班经济管理专业。加入九三学社，担任秦皇岛市人大常委会副主任。2008年起担任全国人大代表。2018年1月，当选第十三届全国政协委员。